# Wantrust

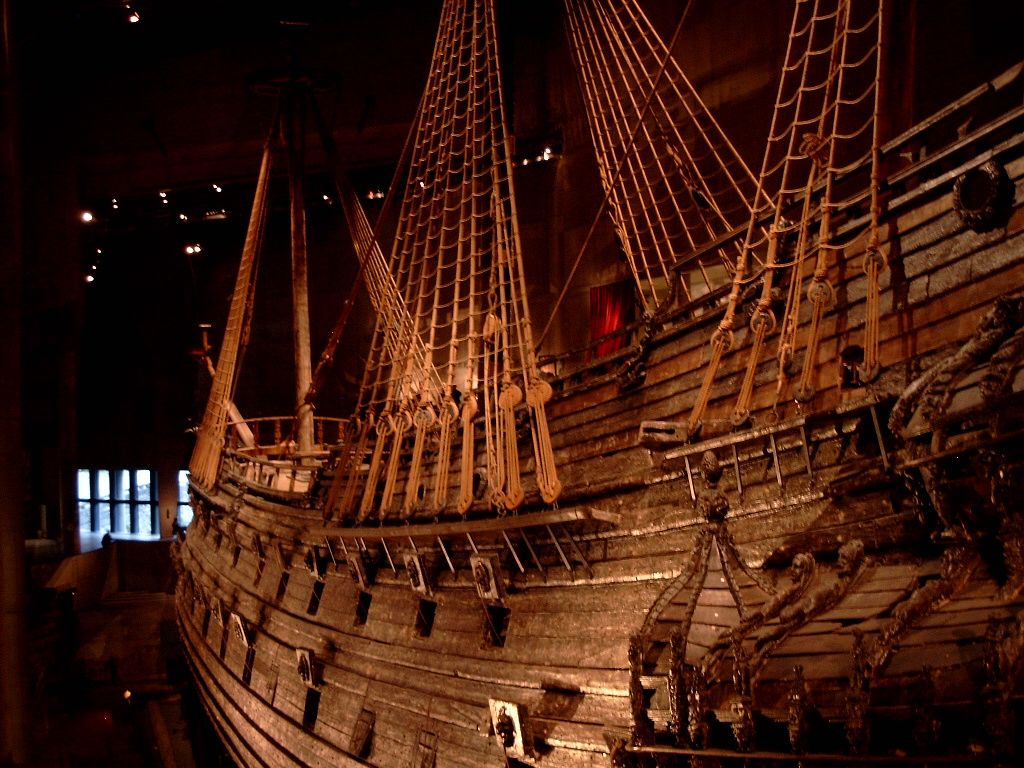
Een wantrust van de Vasa, met want, wanttalie en puttings.

Een wantrust of scheepsrust is een zware houten balk die horizontaal uit de huid van een zeilschip steekt en dient om het want meer spreiding te geven. Door toepassing hiervan kan de tuigage hoger worden, waardoor sneller gezeild kan worden. Deze simpele uitvinding is daarmee van groot belang geweest voor oceaanreizen.